# Haliclystus borealis
Haliclystus borealis är en nässeldjursart som beskrevs av Uchida 1933. Haliclystus borealis ingår i släktet Haliclystus och familjen Lucernariidae. Inga underarter finns listade i Catalogue of Life.